# Claremont (Metro de Los Ángeles)
Claremont es una estación bajo construcción en la línea A del Metro de Los Ángeles y es administrada por la Autoridad de Transporte Metropolitano del Condado de Los Ángeles. La estación se encuentra localizada en Claremont, California. Es la primera estación en la extensión Foothill 2B en el valle de San Gabriel del condado de Los Angeles. Esta programada la inauguración para el verano de 2030 adjunto la estación Claremont de la línea San Bernardino de Metrolink.
Está bajo construcción de la fase Foothill 2B con dos estaciones hacia Montclair, California. Por completar en 2030.
La estación tiene servicio de la Linea San Bernardino de Metrolink. La estacion adjunta tendrá el mismo nombre.

## Servicios
- Foothill Transit:188, 197, 292, 480, 492